# آسو، کوماموتو
آسو در استان کوماموتو در کشور ژاپن واقع شده است  که دارای جمعیت ۲۹٬۱۴۹ نفر و مساحت ۳۷۶٫۲۵ کیلومتر مربع با تراکم جمعیت ۷۷٫۵  نفر در کیلومترمربع است و در تاریخ ۱۱ فوریه ۲۰۰۵ به عنوان شهر شناخته شد.